# Baugenehmigung
Eine Baugenehmigung (Baubewilligung in Österreich, der Schweiz und der Freien Hansestadt Bremen) ist die behördliche (staatliche) Erlaubnis, auf einem Baugrundstück eine bauliche Maßnahme durchzuführen. Eine solche Maßnahme kann die Errichtung, die Änderung, der Abbruch, die Beseitigung, die Nutzungsänderung oder die Instandhaltung einer baulichen Anlage oder eines Teils einer baulichen Anlage sein.
Die Voraussetzungen und das Genehmigungsverfahren sind in Deutschland im Baugesetzbuch und in den Bauordnungen der einzelnen Bundesländer geregelt. Diese lehnen sich an die von den zuständigen Landesbauministern beschlossene Musterbauordnung an.

## Bedeutung

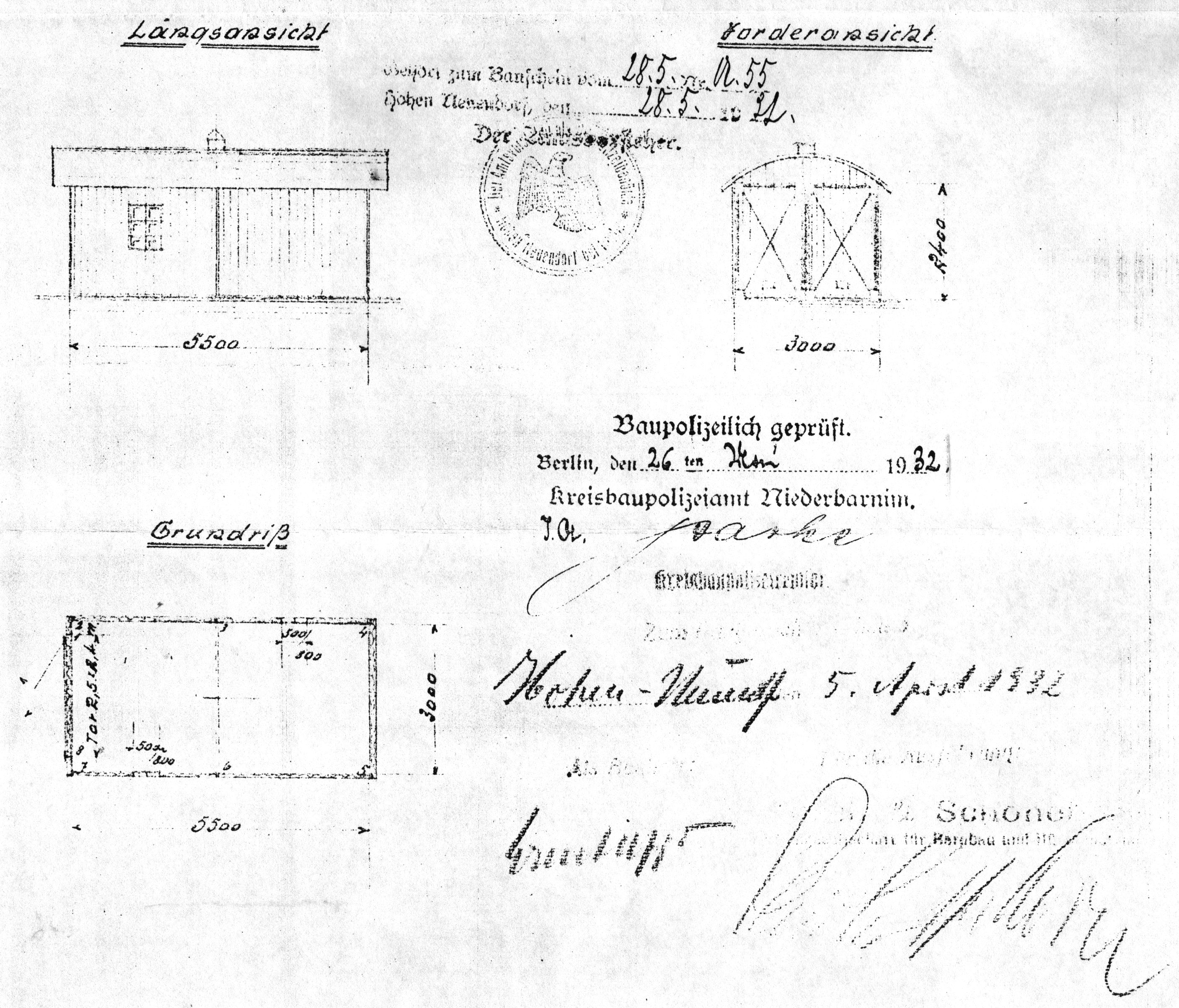
Baupolizeilich geprüfter Bauplan einer Garage, 1932

Das Recht, sein Grundstück zu bebauen oder bauliche Veränderungen vorzunehmen, wird durch die in Art. 14 Abs. 1 des Grundgesetzes enthaltene Eigentumsfreiheit garantiert. Inhalt und Schranken dieses Grundrechts werden durch das öffentliche Baurecht bestimmt, um Gefahren zu verhüten und mögliche Spannungen mit den Grundstücksnachbarn zu bewältigen. Das Bauplanungsrecht schützt die kommunale Planungshoheit, das Bauordnungsrecht ist Teil des klassischen Gefahrenabwehrrechts und wurde früher auch Baupolizeirecht genannt.
Bauliche Anlagen müssen nicht nur mit den bauplanerischen Entscheidungen der Gemeinde, die sie in Ausübung ihres kommunalen Selbstverwaltungsrechts trifft, vereinbar sein, sondern auch aus Gründen der öffentlichen Sicherheit und Ordnung bestimmten Anforderungen genügen. Dazu zählen etwa die Gestaltung, die Standsicherheit, Brand-, Wärme- und Schallschutz oder die Verkehrssicherheit. Es gibt auch bestimmte technische und nutzungsbedingte Anforderungen an Feuerungs-, Lüftungs- oder Sanitäranlagen. Die Errichtung, Änderung und Nutzungsänderung von Anlagen bedürfen daher grundsätzlich der Baugenehmigung. Verstöße gegen das Genehmigungserfordernis werden als Ordnungswidrigkeit mit einer Geldbuße geahndet.
Bei der Errichtung, Änderung, Nutzungsänderung und der Beseitigung von Anlagen ist neben den anderen am Bau Beteiligten (Entwurfsverfasser, Bauunternehmer und Bauleiter) insbesondere der Bauherr dafür verantwortlich, dass die öffentlich-rechtlichen Vorschriften eingehalten werden. Ihm obliegen die nach den öffentlich-rechtlichen Vorschriften erforderlichen Anträge, Anzeigen und Nachweise. Für die Entscheidung über den Bauantrag ist die Bauaufsichtsbehörde zuständig.

## Rechtsnatur und Wirkung der Baugenehmigung
Die Baugenehmigung ist ein Verwaltungsakt. Es handelt sich um ein präventives Verbot mit Erlaubnisvorbehalt. Vor Zugang der Baugenehmigung darf mit der Bauausführung in der Regel nicht begonnen werden. Das Verbot des Bauens ohne Bauerlaubnis dient dem Zweck, vorab zu prüfen, ob ein Bauvorhaben mit Vorschriften des öffentlichen Rechts vereinbar ist. Trifft das zu, besteht ein Anspruch auf Erteilung der Baugenehmigung. Grundlage für diesen Anspruch ist Art. 14 Abs. 1 GG, der materielle Baufreiheit gewährt.
Die Baugenehmigung besteht aus der feststellenden Regelung, dass dem Vorhaben öffentlich-rechtliche Vorschriften nicht entgegenstehen und einer verfügenden (rechtsgestaltenden) Regelung, der Freigabe des Vorhabens zur Bauausführung (Baufreigabe). Sie ist für den Bauherrn begünstigend. Der feststellende Teil der bestandskräftigen Baugenehmigung entfaltet nach Realisierung des Bauvorhabens seine Legalisierungswirkung bzw. Sicherungsfunktion. Wäre das Bauvorhaben bei späteren Rechtsänderungen nach aktueller Rechtslage unzulässig oder müssten zusätzliche Anforderungen erfüllt werden, setzt sich die Baugenehmigung mit ihrer feststellenden Wirkung durch, solange das Bauvorhaben bei seiner tatsächlichen Errichtung nicht derart von der Genehmigung abweicht, dass ein Aliud anzunehmen ist. Demzufolge schirmt die Baugenehmigung das Vorhaben einschließlich der genehmigten Nutzung gegen spätere Beseitigungs- bzw. Untersagungsverfügungen ab, solange sie wirksam ist. Eine erteilte Baugenehmigung erlischt jedoch, wenn – je nach Bundesland – nicht innerhalb von drei oder vier Jahren mit dem Bau begonnen wird oder der Bau so lange stillsteht.
Die Baugenehmigung ist nicht personen-, sondern vorhaben- und grundstücksbezogen (dinglicher Verwaltungsakt). Sie gilt deshalb auch für einen möglichen Rechtsnachfolger des Bauherrn, z. B. einen Erben oder Grundstückskäufer. Ist eine Baugenehmigung erteilt, kann der Bauherr auch nur die daraus begründeten Rechte und Pflichten auf eine weitere Person durch rechtsgeschäftliche Vereinbarung übertragen. Gleiches gilt für den Zeitraum bis zur Erteilung der Baugenehmigung.
Da mit der Durchführung des Bauvorhabens Rechte und Interessen Dritter (Nachbarn) betroffen sein können, hat sie für diese unter Umständen belastende Wirkung. Damit ist die Baugenehmigung ein Verwaltungsakt mit Drittwirkung (§ 80a VwGO).

## Erteilungsvoraussetzungen
Wenn eine bauliche Maßnahme genehmigungsbedürftig ist und die formellen und materiellen Genehmigungsvoraussetzungen erfüllt sind, besteht ein Anspruch auf Erteilung einer Baugenehmigung.
Mit einem Vorbescheid aufgrund einer Bauvoranfrage wird dagegen schon vor Einreichung des Bauantrags über einzelne baurechtliche Fragen des Bauvorhabens entschieden, etwa über die bauplanungsrechtliche Zulässigkeit (sog. Bebauungsgenehmigung). Durch eine Teilbaugenehmigung können einzelne Arbeiten, Bauteile oder Bauabschnitte bereits vor Erteilung der Baugenehmigung genehmigt werden.

### Genehmigungsbedürftigkeit
Nicht alle baulichen Maßnahmen sind genehmigungsbedürftig. So ist die Errichtung bestimmter baulicher Anlagen, insbesondere kleinerer Wohngebäude in Plangebieten, in vielen Landesbauordnungen von der Genehmigungspflicht freigestellt (verfahrensfreie Baumaßnahme) oder unterliegt nur dem Bauanzeigeverfahren. Die Einzelheiten sind in den Landesbauordnungen unterschiedlich geregelt.
Die Baugenehmigung ist vorhaben- und grundstücksbezogen. Im Genehmigungsverfahren wird das Vorhaben jedenfalls auf seine Übereinstimmung mit den öffentlich-rechtlichen Bauvorschriften geprüft. Für das Vorhaben können jedoch über das Baurecht hinaus auch sonstige öffentlich-rechtliche Vorschriften beachtlich sein, die auch in einem besonderen Verfahren geprüft werden könnten. Aus dem jeweils anwendbaren Fachrecht ergibt sich, ob im Baugenehmigungsverfahren diese sonstigen öffentlich-rechtlichen Vorschriften mitgeprüft werden und eine Baugenehmigung erteilt wird oder ob in einem besonderen Zulassungsverfahren die baurechtlichen Anforderungen mitgeprüft werden und eine Genehmigung nach dem anderen Fachrecht ergehen soll.
Wird über die baurechtliche Zulässigkeit eines Vorhabens in einem anderen Genehmigungsverfahren mit Konzentrationswirkung entschieden, bedarf es keiner separaten Baugenehmigung. So ersetzt der Planfeststellungsbeschluss für eine öffentliche Verkehrsanlage (Straße oder Eisenbahn) die Baugenehmigung, § 75 Abs. 1 Satz 1 VwVfG (formelle Konzentration). Die immissionsschutzrechtliche Anlagengenehmigung schließt die Baugenehmigung für die Betriebsstätte ein, § 13 BImschG.
Das Baugenehmigungsverfahren ersetzt wiederum andere Zulassungsverfahren in Fällen des sog. aufgedrängten sonstigen öffentlichen Rechts, beispielsweise gem. Art. 6 Abs. 3 Satz 1 BayDSchG. Ist für eine bauliche Maßnahme an einem Baudenkmal eine Baugenehmigung erforderlich, entfällt die denkmalschutzrechtliche Erlaubnis für die Maßnahme.
Personenbezogene Entscheidungen wie die Gaststättenkonzession sind von vornherein nicht Gegenstand des Baugenehmigungsverfahrens.

### Formelle Genehmigungsvoraussetzungen
Bei der zuständigen Behörde muss ein ordnungsgemäßer Bauantrag schriftlich und mit allen für die Beurteilung erforderlichen Unterlagen (Bauzeichnungen, Baubeschreibung, Energiebilanz etc.) gestellt werden. Dies kann der Bauherr selbst, aber auch der Entwurfsverfasser (Architekt) mit Vollmacht des Bauherrn tun.
Im Hinblick auf den Erlass einer Veränderungssperre kann ein Baugesuch im Einzelfall für einen Zeitraum von bis zu zwölf Monaten zurückgestellt werden (§ 15 Abs. 1 Satz 1 BauGB).

### Materielle Genehmigungsvoraussetzungen

#### Vereinbarkeit mit dem Bauplanungsrecht

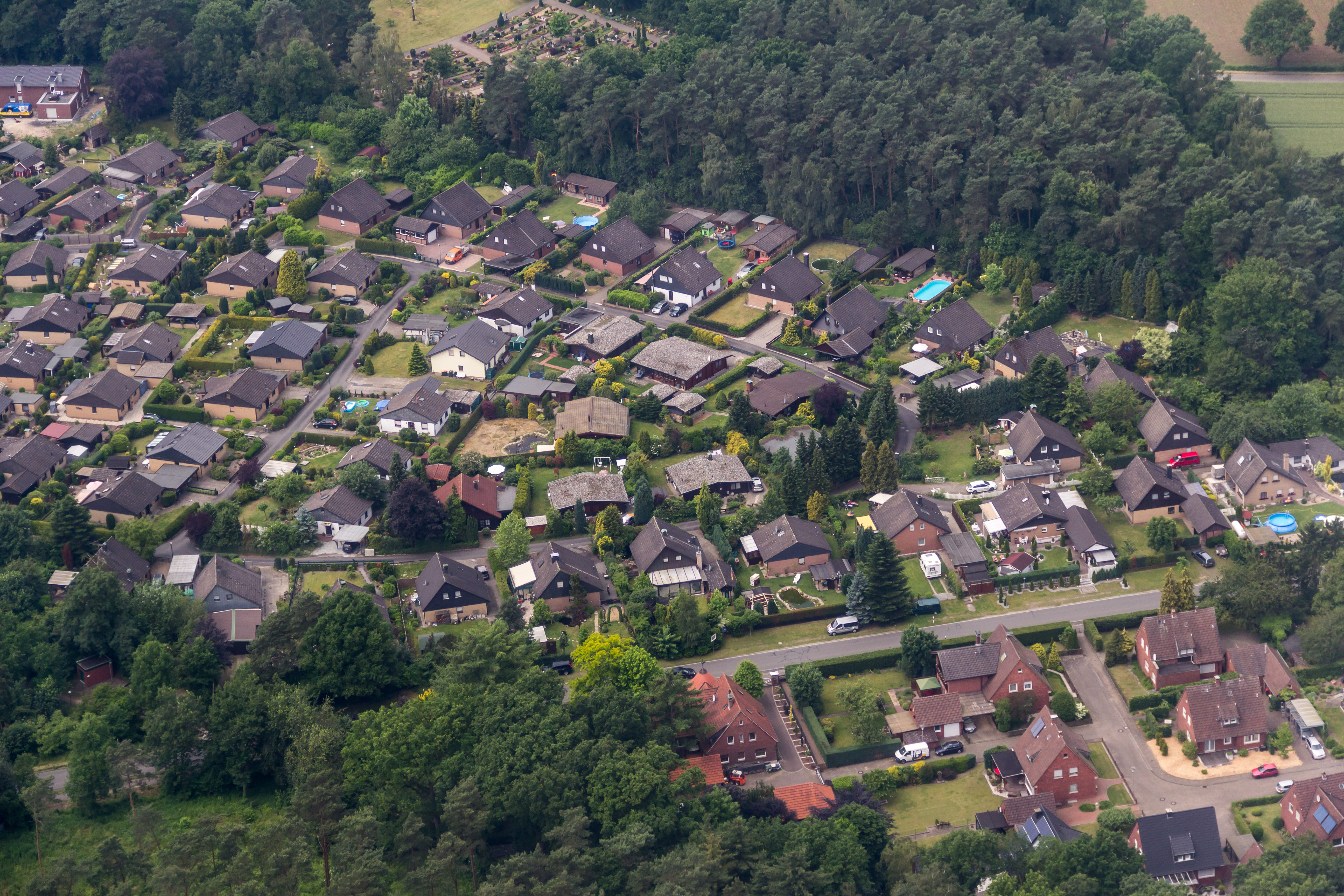
„Reine Wohngebiete dienen dem Wohnen. Zulässig sind Wohngebäude und Anlagen zur Kinderbetreuung, die den Bedürfnissen der Bewohner des Gebiets dienen. Ausnahmsweise können zugelassen werden Läden und nicht störende Handwerksbetriebe, die zur Deckung des täglichen Bedarfs für die Bewohner des Gebiets dienen, sowie kleine Betriebe des Beherbergungsgewerbes sowie sonstige Anlagen für soziale Zwecke sowie den Bedürfnissen der Bewohner des Gebiets dienende Anlagen für kirchliche, kulturelle, gesundheitliche und sportliche Zwecke“ (BauNVO).

Wenn das Vorhaben nicht nur im Hinblick auf die öffentliche Sicherheit und Ordnung, sondern auch „bodenrechtlich relevant“ ist, muss es mit den Beschränkungen des Bauplanungsrechts vereinbar sein (§ 29 Abs. 1 BauGB). Unter den Begriff der baulichen Anlage im Sinne von § 29 Abs. 1 BauGB fallen alle Anlagen, „die in einer auf Dauer gedachten Weise künstlich mit dem Erdboden verbunden werden und infolgedessen die in § 1 Abs. 4 und 5 BauGG genannten städtebaulichen Belange in einer Weise berühren können, die geeignet ist, das Bedürfnis nach einer ihre Zulässigkeit regelnden verbindlichen Bauleitplanung hervorzurufen.“ Abzustellen ist hier nicht auf das Baurecht der Länder (dies wäre kompetenzrechtlich unzulässig), sondern auf das Bundesrecht. Das Verwaltungsgericht Hannover führt hierzu aus:
„Der bundesrechtliche Begriff der baulichen Anlage gemäß § 29 BauGB, der nicht identisch ist mit dem bauordnungsrechtlichen Begriff, setzt sich aus drei Elementen zusammen. Es muss sich um ein Vorhaben handeln, das - erstens - den verhältnismäßig weiten Begriff des „Bauens“ erfüllt, das - zweitens - mit dem Boden fest verbunden ist und das - drittens - von (möglicher) bauplanungsrechtlicher Relevanz ist (BVerwG, Urt. v. 31.08.1973 – IV C 33.71 –, juris Rn. 20; Nds. OVG, Urt. v. 12.12.1986 - 6 OVG A 112/85 -, ZfBR 1987, 217 = BRS 46 Nr. 132 sowie Urt. v. 16.02.1995 – 1 L 6044/92 –, juris Rn. 23).

Als Bauen in diesem weiten Sinne muss das Schaffen von Anlagen angesehen werden, die in einer auf Dauer gedachten Weise künstlich mit dem Erdboden verbunden sind (BVerwG, Urt. v. 31.08.1973 – IV C 33.71 –, Rn. 20, juris). Auf welche Art eine bauliche Anlage mit dem Erdboden verbunden ist, ist unerheblich; auch eine mittelbare Verbindung mit dem Erdboden reicht aus (BVerwG, Urt. v. 16.03.1995 – 4 C 3/94 - NVwZ 1995, 899). Auch ein aus dem Baustoff Splitt bestehender geschotterter Platz stellt im bauplanungsrechtlichen Sinne eine bauliche Anlage dar (BVerwG, Urt. v. 14.01.1993 – 4 C 33/90 – NVwZ 1994, 293). Es ist weder entscheidend, aus welchen Materialien die Anlage beschaffen ist, noch ist es maßgeblich, ob die bauliche Anlage von Menschen betreten werden kann. Für das Merkmal der Dauerhaftigkeit kommt es wesentlich auf die der Anlage zugedachte Funktion und die beabsichtigte Dauerhaftigkeit der Anlage an, nicht auf die beabsichtigte oder tatsächliche Dauer ihrer Nutzung, (BVerwG, Urt. v. 31.08.1973 – IV C 33.71 –, juris Rn. 20). Die notwendige bodenrechtliche bzw. planungsrechtliche Relevanz ist gegeben, wenn das Vorhaben die in § 1 Abs. 6 BauGB genannten Belange in einer Weise berührt oder berühren kann, die geeignet ist, das Bedürfnis nach einer ihre Zulässigkeit regelnden verbindlichen Bauleitplanung hervorzurufen, (BVerwG, Urt. v. 31.08.1973 – IV C 33.71 –, juris Rn. 20).“ 
Die Weite des Begriffs der baulichen Anlage zeigt ein Urteil des Verwaltungsgerichts Augsburg aus dem Jahr 2012. Demnach kann auch ein Altkleidercontainer eine bauliche Anlage i. S. d. § 29 BauGB sein. Es muss sich also bei einer baulichen Anlage nicht zwingend um ein Bauwerk handeln.
Ein Bauvorhaben kann auch bauplanungsrechtlich unzulässig sein, wenn ihm der Beschluss einer Veränderungssperre entgegensteht (§ 14 Abs. 1 Nr. 1 BauGB).

##### Einzelne bodenrechtliche Bereiche
Die bauplanungsrechtliche Zulässigkeit eines Bauvorhabens ist im Übrigen in den einzelnen bodenrechtlichen Bereichen unterschiedlich geregelt.
- Im Geltungsbereich eines Bebauungsplans (Planbereich) ist ein Vorhaben zulässig, wenn es dessen Festsetzungen nicht widerspricht (§ 30 Abs. 1 BauGB).

Widerspricht ein Vorhaben den Festsetzungen eines Bebauungsplans, können Ausnahmen zugelassen werden, die in dem Bebauungsplan selbst ausdrücklich vorgesehen sind (§ 31 Abs. 1 BauGB), etwa vom Bauordnungsrecht abweichende Maße der Abstandsflächen (§ 9 Abs. 1 Nr. 2a BauGB). Von den Festsetzungen des Bebauungsplans, beispielsweise einem Bauverbot, kann unter den Voraussetzungen des § 31 Abs. 2 BauGB befreit werden (Dispens). Die ausnahmsweise Erteilung einer Baugenehmigung steht in diesen Fällen im Ermessen der Baugenehmigungsbehörde. Der Bauherr hat nur einen Anspruch darauf, dass die Behörde ihr Ermessen ordnungsgemäß ausübt, nicht aber auf die Erteilung einer Ausnahme oder Befreiung.
Im Geltungsbereich eines qualifizierten Bebauungsplans, der Festsetzungen über die Art und das Maß der baulichen Nutzung, die überbaubaren Grundstücksflächen und die örtlichen Verkehrsflächen enthält, beurteilt sich die allgemeine oder ausnahmsweise Zulässigkeit nach der Baunutzungsverordnung (BauNVO). Hinsichtlich der Art der baulichen Nutzung unterscheidet die BauNVO in § 1 Abs. 2 BauNVO folgende Baugebiete:
| Baugebiet                      | Zulässige Bauvorhaben (grds. Anspruch auf Baugenehmigung) | Ausnahmsweise zulässige Bauvorhaben (Baugenehmigung nach Ermessen) |
| ------------------------------ | --------------------------------------------------------- | ------------------------------------------------------------------ |
| 1. Kleinsiedlungsgebiete (WS)  | § 2 Abs. 2 BauNVO                                         | § 2 Abs. 3 BauNVO                                                  |
| 2. reine Wohngebiete (WR)      | § 3 Abs. 2 BauNVO                                         | § 3 Abs. 3 BauNVO                                                  |
| 3. allgemeine Wohngebiete (WA) | § 4 Abs. 2 BauNVO                                         | § 4 Abs. 3 BauNVO                                                  |
| 4. besondere Wohngebiete (WB)  | § 4a Abs. 2 BauNVO                                        | § 4a Abs. 3 BauNVO                                                 |
| 5. Dorfgebiete (MD)            | § 5 Abs. 2 BauNVO                                         | § 5 Abs. 3 BauNVO                                                  |
| 6. dörfliche Wohngebiete (MDW) | § 5a Abs. 2 BauNVO                                        | § 5a Abs. 3 BauNVO                                                 |
| 7. Mischgebiete (MI)           | § 6 Abs. 2 BauNVO                                         | § 6 Abs. 3 BauNVO                                                  |
| 8. urbane Gebiete (MU)         | § 6a Abs. 2 BauNVO                                        | § 6a Abs. 3 BauNVO                                                 |
| 9. Kerngebiete (MK)            | § 7 Abs. 2 BauNVO                                         | § 7 Abs. 3 BauNVO                                                  |
| 10. Gewerbegebiete (GE)        | § 8 Abs. 2 BauNVO                                         | § 8 Abs. 3 BauNVO                                                  |
| 11. Industriegebiete (GI)      | § 9 Abs. 2 BauNVO                                         | § 9 Abs. 3 BauNVO                                                  |
| 12. Sondergebiete (SO)         | § 10 Abs. 3–5, § 11 Abs. 3 BauNVO                         |                                                                    |

Im Einzelfall ist ein Vorhaben unzulässig, wenn es das Gebot der Rücksichtnahme verletzt (§ 15 BauNVO).
- Innerhalb der im Zusammenhang bebauten Ortsteilen (unbeplanter Innenbereich) ist ein Vorhaben zulässig, wenn es sich in die Eigenart der näheren Umgebung einfügt, Anforderungen an gesunde Wohn- und Arbeitsverhältnisse gewahrt bleiben und das Ortsbild nicht beeinträchtigt wird (§ 34 Abs. 1 BauGB). Zum Begriff des Ortsteils führt das Bundesverwaltungsgericht in einer Entscheidung aus dem Jahr 2022 aus:„Danach ist Ortsteil im Sinne des § 34 Abs. 1 Satz 1 BauGB nur ein Bebauungskomplex, der nach der Zahl der vorhandenen Bauten ein gewisses Gewicht besitzt und Ausdruck einer organischen Siedlungsstruktur ist, die – anders als eine bloße Splittersiedlung – Maßstab für eine angemessene Fortentwicklung der Bebauung sein kann (BVerwG, Urteil vom 23. November 2016 - 4 CN 2.16 - BVerwGE 156, 336 Rn. 15, 17; vgl. auch Rubel, DVBl 2018, 403 <406> m.w.N.).“[25] Auf die Art der baulichen Nutzung eines Vorhabens soll es nach dieser Entscheidung bei der Beurteilung, ob ein Vorhaben einem Ortsteil zugehört oder nicht, nicht ankommen. Die Gemeinde kann gem. § 34 Abs. 4 BauGB die Grenzen des bebauten Ortsteils durch Satzungen bestimmen (Innenbereichssatzung). Für die Satzungen gelten die Anforderungen des § 34 Abs. 5 und Abs. 6 BauGB.
- Im Außenbereich ist ein Vorhaben nur zulässig, wenn öffentliche Belange nicht entgegenstehen bzw. nicht beeinträchtigt werden, die Erschließung gesichert ist und wenn es eine bestimmte, dem Außenbereich zugewiesene Funktion hat, beispielsweise einem Betrieb der gartenbaulichen Erzeugung dient (§ 35 Abs. 1 Nr. 2 BauGB).

#### Vereinbarkeit mit dem Bauordnungsrecht
Ist das Vorhaben bauplanungsrechtlich (flächenbezogen) zulässig, hängt die Erteilung einer Baugenehmigung auch davon ab, ob es bauordnungsrechtlich (objektbezogen) zulässig ist. Die Anforderungen an das Baugrundstück und die bauliche Anordnung (Zugänglichkeit und Grenzabstände), das Bauwerk (Standsicherheit, Brandschutz etc.) und die Baugestaltung (Verunstaltungsverbot, Einhaltung einer Gestaltungssatzung) ergeben sich aus den Landesbauordnungen.

#### Vereinbarkeit mit sonstigem öffentlichen Baurecht
Eine bauliche Anlage muss beispielsweise mit einer Erhaltungssatzung vereinbar sein (§ 172 BauGB).
Nicht nach dem Bundesimmissionsschutzgesetz genehmigungsbedürftige Anlagen sind so zu errichten und zu betreiben, dass schädliche Umwelteinwirkungen verhindert werden, die nach dem Stand der Technik vermeidbar sind, nach dem Stand der Technik unvermeidbare schädliche Umwelteinwirkungen auf ein Mindestmaß beschränkt werden und die beim Betrieb der Anlagen entstehenden Abfälle ordnungsgemäß beseitigt werden können (§ 22 Abs. 1 Stz 1 BImschG).

## Baugenehmigungsverfahren

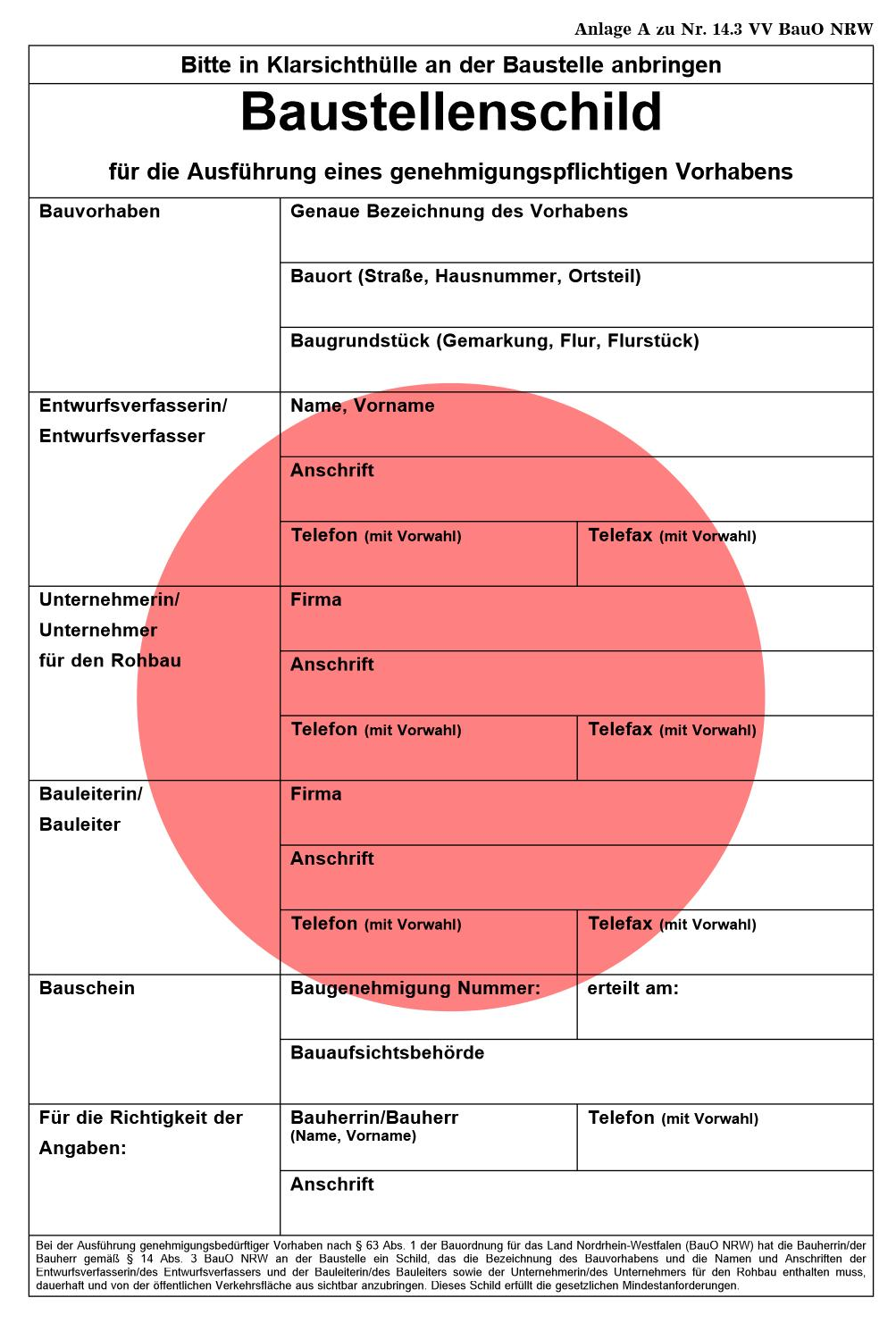
Baustellenschild („Roter Punkt“) für ein genehmigungspflichtiges Vorhaben in NRW mit Angaben zur Baugenehmigung

Die Bauaufsichtsbehörde prüft die Bauvorlagen auf ihre Vereinbarkeit mit dem öffentlichen Baurecht, d. h. auf das Vorliegen der Erteilungsvoraussetzungen. Dazu muss der Bauantrag mit den beizufügenden Bauvorlagen der Bauaufsichtsbehörde eingereicht werden. Der Bauantrag wird auf Vollständigkeit geprüft. Fehlende Unterlagen kann die Baubehörde gegebenenfalls nachfordern.
Die Baubehörde kann zur Klärung von Fragen des Bauvorhabens eine Bauverhandlung durchführen.
Die durch Verordnung festgelegte Gebühr ist nach Zustellung der Baugenehmigung zu entrichten. Vorschüsse sind möglich.
Während die Baumaßnahme durchgeführt wird, müssen Baugenehmigung und Bauvorlagen an der Baustelle vorgelegt werden können. Bei der Ausführung hat der Bauherr an der Baustelle dauerhaft und von der öffentlichen Verkehrsfläche aus sichtbar ein Schild anzubringen, das die Bezeichnung des Bauvorhabens sowie die Namen und Anschriften des Bauherrn und des Entwurfsverfassers enthält.

### Beteiligung von Behörden
Die Bauaufsichtsbehörde hört zum Bauantrag diejenigen Behörden und Stellen an, deren Beteiligung für die Entscheidung über den Bauantrag durch Rechtsvorschrift vorgeschrieben ist, oder ohne deren Stellungnahme die Genehmigungsfähigkeit der Baumaßnahme nicht beurteilt werden kann. Für Vorhaben außerhalb des Geltungsbereichs eines Bebauungsplans ist das Einvernehmen der Gemeinde, auf deren Gebiet das Vorhaben ausgeführt werden soll, erforderlich (§ 36 BauGB). Ein rechtswidrig versagtes Einvernehmen der Gemeinde kann ersetzt werden (§ 36 Abs. 2 Satz 3 BauGB).
Bedarf eine Maßnahme an einem Baudenkmal der Baugenehmigung und tritt diese an die Stelle der denkmalschutzrechtlichen Genehmigung, muss die Denkmalschutzbehörde gegenüber der Bauaufsichtsbehörde dem Bauvorhaben zustimmen.
Liegt die materielle Prüfungskompetenz bzw. Prüfungspflicht nicht allein bei der Bauaufsichtsbehörde, sondern auch bei einer anderen Behörde, die die Bauaufsichtsbehörde nicht bloß im Innenverhältnis unterstützt, sondern gegenüber dem Bauherrn eine eigenständige Genehmigungsentscheidung trifft, bedarf es vor Erteilung der Baugenehmigung zwingend der bauaufsichtlichen Feststellung, dass die erforderliche weitere Genehmigung vorliegt. Es gilt nach ständiger Rechtsprechung des Niedersächsischen OVG die Schlusspunkttheorie, nach der die Baugenehmigung am Ende des gesamten Zulassungsverfahrens steht und eine umfassende und abschießende Entscheidung über alle öffentlich-rechtlichen Fragen zu enthalten hat. Erteilt die Bauaufsichtsbehörde eine Baugenehmigung, obwohl eine erforderliche weitere Genehmigung fehlt, führt dies zur Rechtswidrigkeit der Baugenehmigung. Der BayVGH dagegen hat die Schlusspunkttheorie aufgegeben.

### Nachbarbeteiligung
Die Beteiligung der Nachbarn am Baugenehmigungsverfahren ist in den Bundesländern unterschiedlich geregelt: So werden in Baden-Württemberg grundsätzlich alle Nachbarn durch die jeweilige Gemeinde von einem vorliegenden Bauantrag informiert, während z. B. in Hessen eine Nachbarbeteiligung nur bei einer Befreiung von nachbarschützenden Vorschriften vorgesehen ist. In Niedersachsen dürfen die Nachbarn die Bauvorlagen einsehen (§ 68 NBauO), in Bayern
sind den Eigentümern der benachbarten Grundstücke vom Bauherrn oder seinem Beauftragten der Lageplan und die Bauzeichnungen zur Zustimmung vorzulegen (Art. 66 BayBO).
Stimmt der Nachbar dem Bauvorhaben zu, bedeutet dies einen materiellen Verzicht auf Einwendungen aufgrund öffentlichen Nachbarrechts gegenüber dem im Plan konkretisierten Vorhaben. Stimmt der Nachbar nicht zu, kann die Baugenehmigung dennoch erteilt werden.
Auch bei erteilter Zustimmung bleibt eine Zivilklage des Nachbarn gegen den Bauherrn möglich, denn bürgerlich-rechtliche Wirkungen kommen der Zustimmung nicht zu.

### Elektronische Verfahren
Es gibt derzeit in der Bundesrepublik Deutschland verschiedenste Aktivitäten der Länder und Kommunen, die Baugenehmigungsverfahren auf elektronische Verfahren umzustellen. Dabei sollen alle erforderlichen Verfahrensschritte in Zukunft vom Antrag bis zum Bescheid vollelektronisch abgewickelt und archiviert werden.
Im Bundesland und Stadtstaat Berlin gibt dazu das Projekt „Elektronisches Bau- und Genehmigungsverfahren (eBG)“. Im Rahmen dieses Projektes erhalten alle Berliner Bauaufsichtsbehörden eine webbasierte Fachanwendung, die durch Schnittstellen mit anderen Anwendungen (z. B. Geo-Daten oder Formulardienste) via Internet verknüpft wird. Das Projekt ist ein Leitprojekt der Landesregierung für mehr Service und zu mehr eGovernment-Angeboten der Behörden im Internet. Seit September 2010 werden durch alle Berliner Bauaufsichtsbehörden elektronische Bauvorlagen (Bauzeichnungen und -beschreibungen) zusätzlich zur Papierfassung entgegengenommen, um die behördeninternen Beteiligungsverfahren elektronisch abzuwickeln.
In Hamburg ist es seit dem 1. Juli 2014 möglich, Bauanträge elektronisch einzureichen. Hierfür wurde ein elektronischer Gateway im Hamburg-Portal eingerichtet. Die gesetzliche Grundlage ist in § 3 der Bauvorlagenverordnung geregelt. Ein unterschriebenes Exemplar des Bauantrages ist weiterhin in Papierform einzureichen.

## Rechtsschutz

### Bauherr
Wird der Bauantrag abgelehnt, kann der Bauherr vor dem Verwaltungsgericht den zuständigen Rechtsträger auf Erteilung der Baugenehmigung verklagen. Das ist das Bundesland, dessen Baugenehmigungsbehörde den Bauantrag abgelehnt hat (§ 78 Abs. 1 Nr. 1 VwGO). Zuvor muss er jedoch bei der Behörde selbst gegen den Ablehnungsbescheid binnen eines Monats Widerspruch einlegen. Wenn das Landesrecht dies vorsieht, kann unmittelbar Klage erhoben werden (§ 68 Abs. 1 Satz 2 VwGO). Wird der Widerspruch zurückgewiesen, kann der Bauherr binnen eines Monats eine kombinierte Anfechtungs- und Verpflichtungsklage auf Erteilung der Baugenehmigung erheben (§ 74 VwGO).
Ist ohne zureichenden Grund nach Ablauf von drei Monaten seit der Einlegung sachlich nicht über den Widerspruch entschieden worden, so kann der Bauherr Untätigkeitsklage  erheben (§ 75 VwGO).
War die Ablehnung rechtswidrig und ist der Kläger dadurch in seinen Rechten verletzt, verurteilt das Verwaltungsgericht das beklagte Bundesland zur Erteilung der Baugenehmigung, wenn die Sache spruchreif ist. Andernfalls verurteilt das Gericht den Beklagten dazu, den Bauherrn unter Beachtung der Rechtsauffassung des Gerichts neu zu bescheiden (§ 113 Abs. 5 VwGO). Ein solches Bescheidungsurteil ergeht insbesondere dann, wenn der Kläger keinen gebundenen Anspruch auf Erteilung der Baugenehmigung hat, sondern nur einen Anspruch auf ermessensfehlerfreie Entscheidung, etwa weil er eine Ausnahme oder Befreiung von den Festsetzungen eines Bebauungsplans beantragt hatte (§ 31 BauGB). Das Gericht darf im Hinblick auf die Gewaltenteilung sein Ermessen nicht an Stelle der Baubehörde ausüben, jedoch im Urteil die nach seiner Ansicht im Entscheidungszeitpunkt für den fehlerfreien Ermessensgebrauch maßgeblichen Belange benennen.

### Nachbar

#### Öffentliches Recht
Hat ein Nachbar Einwendungen gegen die Baumaßnahme erhoben, so ist die Baugenehmigung mit dem Teil der Bauvorlagen, auf den sich die Einwendungen beziehen, auch dem Nachbarn mit einer Rechtsbehelfsbelehrung zuzustellen. Der Nachbar, der dem Bauvorhaben nicht zugestimmt hat, kann – soweit nach Landesrecht erforderlich – Widerspruch gegen die Baugenehmigung einlegen. Gemäß § 212a BauGB hat ein solcher Widerspruch jedoch keine aufschiebende Wirkung. Der Bauherr kann also mit den Bauarbeiten beginnen, sobald er die Baugenehmigung erhalten hat.
Will der Nachbar den Beginn der Bauarbeiten verhindern, so kann er bei der Baugenehmigungsbehörde und danach bei Gericht vorläufigen Rechtsschutz beantragen, die Vollziehung auszusetzen bzw. die aufschiebende Wirkung anzuordnen (§ 80a Abs. 1 Nr. 2, Abs. 3 i. V. m. § 80 Abs. 4, Abs. 5 VwGO). Der Bauherr ist anzuhören bzw. beizuladen.
Bleibt der Widerspruch erfolglos, kann der Nachbar gegen die dem Bauherrn erteilte Baugenehmigung mit einer Drittanfechtungsklage vorgehen. Dazu muss die Baugenehmigung rechtswidrig und der Kläger dadurch in seinen Rechten verletzt sein (§ 113 Abs. 1 VwGO). Das ist der Fall, wenn die Baugenehmigung öffentlich-rechtliche Vorschriften verletzt, die gerade darauf abzielen, den jeweiligen Nachbarn individuell zu schützen. Anerkannte nachbarschützende Vorschriften sind z. B. die landesbaurechtlichen Vorschriften über die Grenz- bzw. Gebäudeabstände, das planungsrechtliche Rücksichtnahmegebot sowie in überplanten Bereichen die Wahrung der Gebietsart (ebenso im unbeplanten Innenbereich, dessen Eigenart der näheren Umgebung einem Baugebiet der Baunutzungsverordnung entspricht, § 34 Abs. 2 BauGB). Ob Festsetzungen über das Maß der baulichen Nutzung auch darauf gerichtet sind, dem Schutz des Nachbarn zu dienen, hängt vom Willen der Gemeinde als Plangeber ab.

#### Zivilrecht
Die Verletzung nachbarschützender Vorschriften des öffentlichen Baurechts kann einen quasinegatorischen Unterlassungsanspruch des Nachbarn gemäß § 1004 Abs. 1 Satz 1 BGB analog i. V. m. § 823 Abs. 2 BGB begründen. Dieser kommt jedoch nicht in Betracht, wenn und soweit die Grundstücksnutzung von einer bestandskräftigen Baugenehmigung gedeckt ist. Soweit der Unterlassungsanspruch auf die Verletzung einer nachbarschützenden Norm des öffentlichen Rechts als Schutzgesetz i. S. v. § 823 Abs. 2 BGB gestützt wird, ist dieser Anspruch streng akzessorisch zum öffentlichen Recht, denn er setzt voraus, dass die Grundstücksnutzung, deren Unterlassung begehrt wird, gegen die öffentlich-rechtliche Norm verstößt, auf deren Schutz sich der Nachbar beruft. Dies ist ausgeschlossen, wenn die Norm im Baugenehmigungsverfahren geprüft worden, die Grundstücksnutzung öffentlich-rechtlich bestandskräftig genehmigt und die Genehmigung nach wie vor wirksam ist. An diese Feststellung sind die Zivilgerichte aufgrund der Tatbestandswirkung der Baugenehmigung gebunden.
Ohne Bindung an die Baugenehmigung kann der Nachbar jedoch Abwehrrechte etwa aus den §§ 905 ff. BGB und aus den Nachbarrechtsgesetzen der Länder geltend machen, wenn und soweit deren Voraussetzungen vorliegen. Denn die Baugenehmigung ergeht unbeschadet privater Rechte Dritter. Sie hat keine privatrechtsgestaltende Ausschlusswirkung. Ebenso kann er den Bau zivilrechtlich untersagen lassen, wenn er durch diesen in einer vertraglich (etwa durch einen Miet- oder Pachtvertrag) oder dinglich (etwa durch eine Grunddienstbarkeit) geschützten Rechtsposition beeinträchtigt würde.

## Bauabnahme
Nach Fertigstellung des Bauwerks (bei großen Bauvorhaben auch zwischendurch, wie z. B. die Rohbauabnahme) sehen die Landesbauordnungen eine Bauabnahme bzw. Bauzustandsbesichtigung vor, deren Umfang der Bauaufsichtsbehörde überlassen ist. In vielen Bundesländern finden bei kleineren Bauvorhaben faktisch keine Abnahmen mehr statt. Dennoch bleibt der Bauherr verpflichtet, alle Vorschriften selbstständig einzuhalten. Bei der Abnahme werden eventuelle Baumängel protokolliert, zu deren Beseitigung der Bauherr innerhalb einer festgelegten Frist verpflichtet ist.
Die Genehmigung ist an der Baustelle sichtbar anzubringen. Erst dann darf mit Erdaushub und Bauarbeiten begonnen werden. Der Baubeginn und das Bauunternehmen sind der Behörde zu melden.
Eine Baugenehmigung wird nach einer bestimmten Zeit ungültig, wenn mit dem Bau nicht begonnen wird. Verlängerungen sind teilweise möglich. Eine Abweichung von genehmigten Plänen bedarf der erneuten Zustimmung der Behörde (sog. Tekturgenehmigung). Näheres regeln die entsprechenden Landesbauordnungen.

## Nachträgliche Genehmigung
Ein ohne Baugenehmigung errichtetes Gebäude (Schwarzbau) ist im Nachhinein regelmäßig nicht genehmigungsfähig. Möglich ist in wenigen Fällen jedoch die Legalisierung durch nachträgliche Bauleitplanung, etwa den Erlass einer Außenbereichssatzung gem. § 35 Abs. 6 BauGB.
Der Erlass einer Abrissverfügung steht im pflichtgemäßen Ermessen der Bauaufsichtsbehörden, dessen Ausübung die Verwaltungsgerichte gem. § 114 VwGO überprüfen.

## Statistik
Die Anzahl der erteilten Baugenehmigungen gehört zu den Konjunkturindikatoren.
Nach Angaben des Statistischen Bundesamtes vom November 2007 gab es in Deutschland von Januar bis September 2007 einen Rückgang bei den erteilten Baugenehmigungen gegenüber dem Vorjahreszeitraum um 31,4 %. Hauptgrund hierbei war der Wegfall der staatlichen Eigenheimzulage zum 1. Januar 2006, die sich aber erst im Jahr 2007 auswirkte.
Im Februar 2025 teilte das Statistische Bundesamt mit, dass im Jahr 2024 der Bau von knapp 216.000 Wohnungen in neuen oder in bestehenden Gebäuden genehmigt wurde. Das waren fast 17 Prozent weniger als im Vorjahr. Die Zahl der Baugenehmigungen sank damit auf den tiefsten Stand seit 2010. Einzig im Bundesland Bremen stieg die Zahl der Baugenehmigungen, und zwar um 37 % (etwa ein Viertel davon entfällt auf ein einzelnes großes Bauprojekt, das Tabakquartier).

## Belgien
In Belgien wird die behördliche Genehmigung, eine bauliche Anlage zu errichten oder zu ändern, als Städtebaugenehmigung bezeichnet (in Kurzform mitunter auch Baugenehmigung genannt).